# SJ Xa4
Die Baureihe Xa4 der schwedischen Staatsbahnen Statens Järnvägar (SJ) waren Elektrotriebwagen. Sie wurden Mitte der 1930er Jahre bei Allmänna Svenska Elektriska Aktiebolaget (ASEA) bestellt. Zusätzlich bestellte Dalslands Järnväg ein Fahrzeug.
Die Züge wurden für den Nahverkehr in den Regionen Göteborg und Malmö eingesetzt.

## Technische Ausstattung
Die Fahrzeuge hatten Wagenkästen aus Stahl, eine elektrische Beleuchtung mit Umformer und Batterie und einen Geschwindigkeitsmesser. Die Heizung erfolgte mit einem elektrischen Heißluftgebläse. Mit der vorhandenen Mehrfachsteuerung konnten vier Triebwagen im Verbund gefahren werden.
Der Motorstrom betrug maximal 1200 A und das Hauptluftbehältervolumen 300 l.

## Bezeichnungen
Nach dem Baureihenschema der SJ, das bei der Beschaffung gültig war, wurden Triebwagen mit dem Buchstaben „X“ bezeichnet, der für alle Elektro- und Verbrennungsmotor-Triebwagen als 4- und 5-achsige Drehgestellwagen verwendet wurde. Zur weiteren Unterscheidung wurde „a“ für Triebwagen mit Elektromotor genutzt.
Ab 1939/1940 erfolgte eine Verfeinerung des Bezeichnungssystems. Ab dieser Zeit galt die Bezeichnung „X“ für elektrische Triebwagen oder für Schienenbusse mit normalen Puffern und Schraubenkupplung. „o“ wurde nun nur für Drehgestellwagen benutzt.
1956 wurde die 3. Wagenklasse europaweit abgeschafft, dadurch bei allen Personenwagen und somit auch bei den Steuer- und Beiwagen der Buchstabe „C“ für die dritte Klasse durch den Buchstaben „B“ für die 2. Wagenklasse ersetzt.
Bei der Einführung des heutigen Bezeichnungssystems ab 1970 wurden Diesel- und Elektrotriebwagen mit getrennten Buchstaben bezeichnet, wobei  „X“ seither für Elektrotriebwagen steht.
Daher wurde 1940 die Baureihenbezeichnung der Triebwagen in „Xoa4“ geändert. 1969 erfolgten die ersten Ausmusterungen, so dass 1970 nur noch sieben Fahrzeuge die Umbenennung in die Baureihe „X4“ erlebten. 1971 wurden die letzten beiden Triebwagen ausgemustert.

## Bekannte Einsätze
1942 waren alle Fahrzeuge dem Distrikt III zugeordnet.

## Steuerwagen Xm4
Zu den zehn Triebwagen wurden 1939 drei Steuerwagen mit den Nummern „Xm4“ 600–602 zum Stückpreis von 88.330 Kronen geliefert. Diese wurden 1941 zur Personenwagenbaureihe „Co6b“ mit den Betriebsnummern 3431–3433 umgezeichnet und in den SJ-Personenwagenbestand übernommen. 1946 wurden weitere sechs Exemplare mit den Nummern Co6b 3780–3785 geliefert. Die ersten drei Wagen hatten wie die Triebwagen eine geneigte Front, die letzten sechs bekamen eine vertikale Vorderseite.
Die Steuerwagen hatten einen Wagenkasten aus Stahl, geschlossene Plattformen mit Führerständen an beiden Enden, einen Mittelgang, ein 2.- und ein 3.-Klasse-Abteil, eine Toilette sowie wie die Triebwagen eine Warmluftheizung und einen Geschwindigkeitsmesser. Neben der Knorr-Bremse war eine Schraubenhandbremse vorhanden, die Beleuchtung erfolgte mittels eines Transformators, eines Umformers und Batterien.
Die Baureihenbezeichnung wurden 1956 ab dem Fahrplanwechsel am 3. Juni mit dem Wegfall der 3. Klasse in „Bo6b“ geändert.
Ab 1970 war die Baureihenbezeichnung UB4x. Das letzte Fahrzeug wurde 1970 ausgemustert, alle Einheiten wurden verschrottet.

## DJ Xa / Xoa4

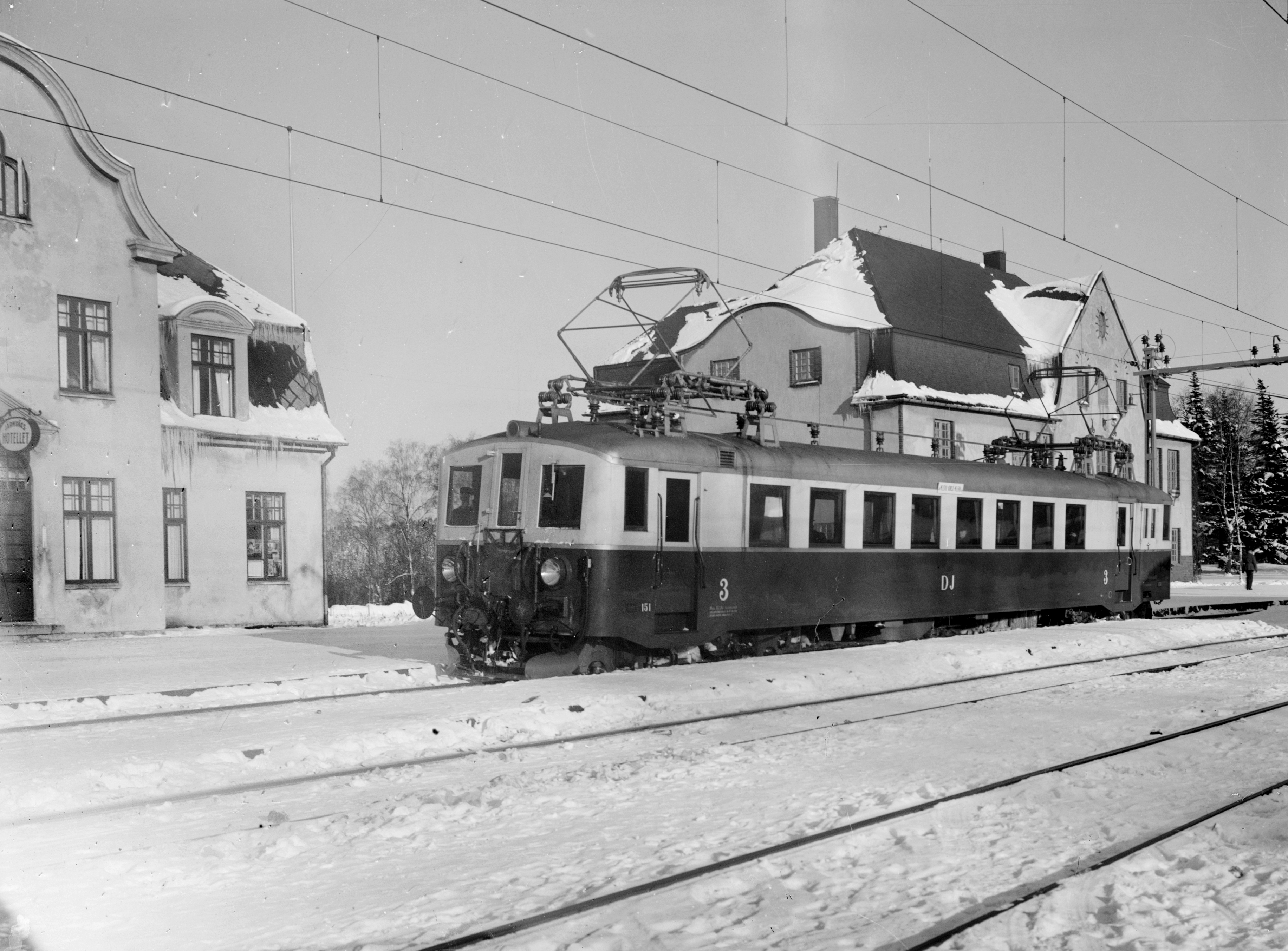
DJ Xoa4 151

Der Triebwagen der Dalslands Järnväg bekam die Bezeichnung DJ Xa 421. Diese wurde 1940 in DJ Xoa4 151 geändert.
Im Jahr 1941 unterzeichnete Bergslagernas Järnväg mit DJ einen Vertrag über die Pacht der Strecken ab dem 1. Januar 1942. Damit wurde DJ auch Teil des Trafikförbundet Göteborg–Dalarna–Gävle, GDG. 1946 kauften BJ die DJ und gliederte sie als hundertprozentige Tochtergesellschaft in den Betrieb ein.
Am 1. Juli 1947 wurde DJ zusammen mit BJ verstaatlicht und in ein staatliches Unternehmen überführt. Am 1. Juli 1948 wurden die Strecken an die SJ übergeben und in deren Organisation eingegliedert. Dabei erhielt der Triebwagen eine Nummer des Baureihenschemas der SJ, SJ Xoa4 251.
DJ beschafften 1944 dazu einen Beiwagen, der die Nummer DJ XmCDFo 422 bekam. Bei der Verstaatlichung wurde daraus der SJ CDFox4 4343. Dieser hatte ein 3.-Klasseabteil mit 57 Sitzplätzen, ein Postabteil mit 8 m² und ein Gepäckabteil mit 9 m².
Nach der 1956 erfolgten Abschaffung der 3. Klasse wurde er zum 2-Klasse-Wagen BDFox4 4343.